# Northbound Music Group
Northbound Music Group AB är ett svenskt skivbolag och musikförlag som startade 2014.

## Historik
Northbound Music Group grundades 2014. 2020 skrev Northbound Publishing på ett avtal med Universal Music Publishing.
Personal: Anton Hård af Segerstad, Priest & The Beast, SVEA, Linnea Deb, Joy Deb, Zikai och Lias.